# Laab im Walde
Laab im Walde osztrák község Alsó-Ausztria Mödlingi járásában. 2022 januárjában 1102 lakosa volt. 

## Elhelyezkedése

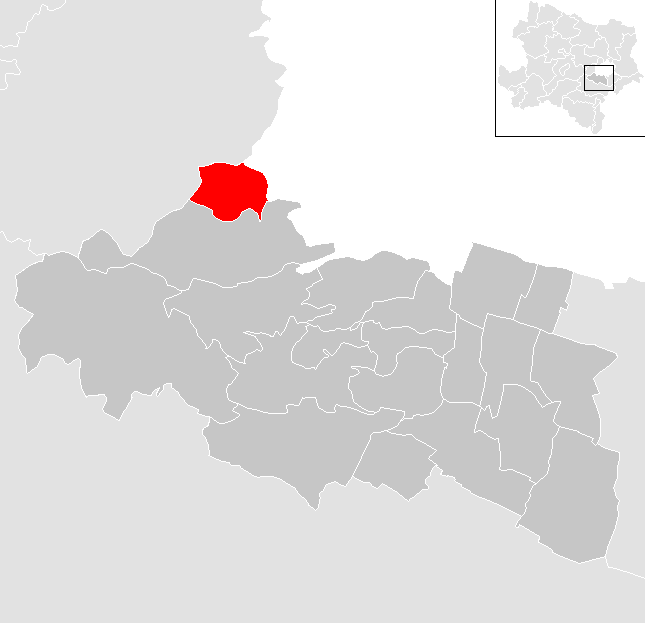
Laab im Walde a Mödlingi járásban

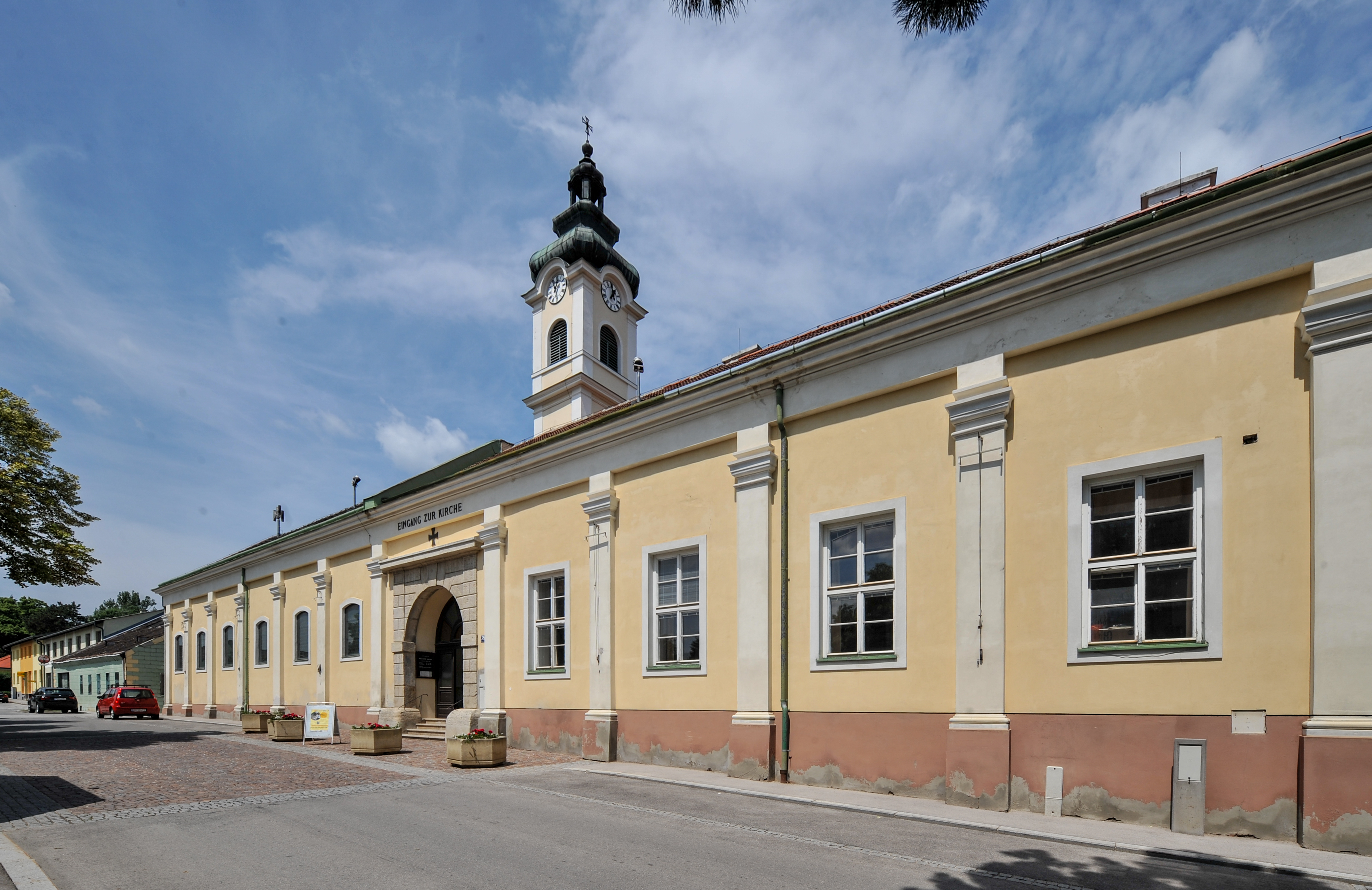
A Szt. Kálmán-plébániatemplom és a katolikus plébánia (volt Wintersbach-kastély)

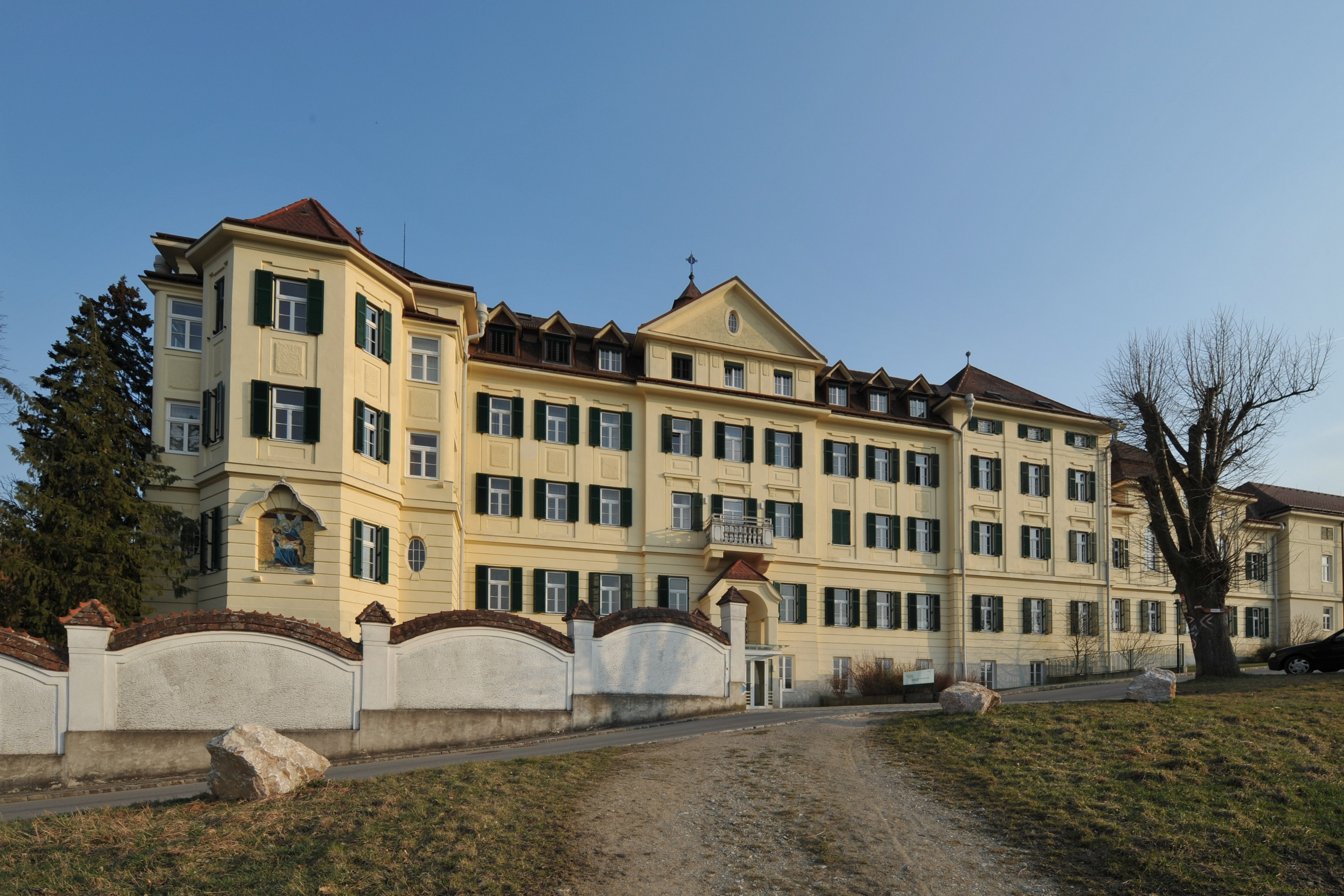
A Páli Szt. Vince apácarend kolostora

Laab im Walde a tartomány Industrieviertel régiójában fekszik, a Bécsi-erdőben, a Laaber Bach folyó mentén, Bécstől közvetlenül délnyugatra. Területének 49,2%-a erdő, 38,7% áll mezőgazdasági művelés alatt. Legmagasabb pontja az 530 méteres Laabersteigberg. Az önkormányzathoz egyetlen település és katasztrális község tartozik. 
A környező önkormányzatok: északra Purkersdorf, keletre Bécs Hietzing kerülete, délre Breitenfurt bei Wien, nyugatra Wolfsgraben.

## Története
Laabot 1200-ban említik először egy VI. Lipót herceg által kiadott oklevélben, amelyben megerősíti a bécsi Skót kolostor birtokjogát. A környező erdő Bécshez való közelsége miatt előbb a Babenbergek, majd a Habsburgok kedvelt vadászterülete volt. Már I. Henrik őrgróf is építtetett itt egy vadászkastélyt, amely azonban Bécs 1529-es török ostroma során elpusztult és nem is építették újjá. 
1418-ban már említenek a mai plébániatemplom helyén egy Thurnhof nevű udvarházat, amelyet a törökök szintén felgyújtottak és 1669 után Wintersbach-kastély néven épült újjá. 1769-ben Laab a Német Lovagrend birtokába került; a rend egészen 1980-ig megőrizte a falu feletti védnökségét. 1865-ben egy nagy tűzvész során az új templom és a Wintersbach-kastély is leégett. Utóbbinak csak az utcai szárnyát építették újjá, a templommal együtt.
Az 1934 februárjában kitört rövid polgárháború következtében a községi tanács három szociáldemokrata képviselőjét lemondatták. Az 1938-as Anschlusst követően Laabot beolvasztották Nagy-Bécs 25. kerületébe. Önállóságát 1954-ben nyerte vissza. 1945 áprilisának elején az elemi iskolában felállított hadbíróság egy dezertőrt halálra ítélt, akit azután agyonlőttek. Néhány nappal később, április 7-én a szovjet hadsereg ellenállás nélkül bevonult a községbe, ahol fosztogattak és nőket erőszakoltak meg. 

## Lakosság
A Laab im Walde-i önkormányzat területén 2022 januárjában 1102 fő élt. A lakosságszám 2001 óta csökkenő tendenciát mutat. 2020-ban az ittlakók 90,8%-a volt osztrák állampolgár; a külföldiek közül 4,3% a régi (2004 előtti), 2,2% az új EU-tagállamokból érkezett. 0,8% az egykori Jugoszlávia (Szlovénia és Horvátország nélkül) vagy Törökország, 1,9% egyéb országok polgára volt. 2001-ben a lakosok 71,5%-a római katolikusnak, 5,6% evangélikusnak, 16,4% pedig felekezeten kívülinek vallotta magát. Ugyanekkor 4 magyar élt a községben; a legnagyobb nemzetiségi csoportot a németek (93,6%) mellett a horvátok alkották 1,2%-kal.
A népesség változása:

| 2016 | 1 159 |
| 2018 | 1 137 |

## Látnivalók
- a Szt. Kálmán-plébániatemplom és a vele egybeépült volt Wintersbach-kastély, ma katolikus pléábnia
- a Páli Szt. Vince-apácarend kolostora

## Fordítás
- Ez a szócikk részben vagy egészben  a   Laab im Walde című német Wikipédia-szócikk ezen változatának fordításán alapul.  Az eredeti cikk szerkesztőit annak laptörténete sorolja fel. Ez a jelzés csupán a megfogalmazás eredetét és a szerzői jogokat jelzi, nem szolgál a cikkben szereplő információk forrásmegjelöléseként.